# São José do Belmonte
São José do Belmonte là một đô thị thuộc bang Pernambuco, Brasil. Đô thị này có diện tích 149,168 km², dân số năm 2007 là 32471 người, mật độ 217,68 người/km².